# مرکز فوتبال چئونان
مرکز فوتبال چئونان (به لاتین: Cheonan Football Center) یک منطقهٔ مسکونی در کره جنوبی است که در چئونان واقع شده‌است.